# Mirela-Luminița Murgescu
Mirela-Luminița Murgescu – rumuńska historyk, prof. na Uniwersytecie Bukareszteńskim.
Absolwentka historii i filozofii na Uniwersytecie Bukareszteńskim, doktorat obroniła w Institutul de Studii Sud-Est Europeene al Academiei Române.
Stypendystka Mellon Fellowship (2000), DAAD Fellowship (2000), European Science Foundation Grant CEU Budapest (2004), Korber Senior Fellowship, Institut für die Wissenschaften vom Menschen, Vienna (2006)

## Wybrane publikacje
- Între "bunul creștin" și "bravul român". Rolul școlii primare în construirea identității naționale românești (1831-1878), Iași, 1999.
- Identități colective și identitate națională. Percepții asupra identității în lumea modernă. In Memoriam Alexandru Dutu., București, 2000.
- Istoria din ghiozdan. Memorie și manuale școlare în România anilor 1990, București, 2004.
- Vom „guten Christen“ zum „tapferen Rumänen“.Die Rolle der Primarschule bei der Herausbildung des rumänischen Nationalbewusstseins 1831–1878, Frank&Timme Vlg, Berlin, 2011
- Nations and States in Southeast Europe (red.). , Thessaloniki, 2005.
- Il Sud-Est Europeo: nazionalismi di compensazione, societa miste, In: Maurice Aymard, Fabrizio Barca (red.), „Conflitti, migrazzioni e diritti dell’uomo. Il Mezzogiorno laboratorio di un identita mediterranea”, Soveria Mannelli, 2002, p.61-76;
- Rumänische Historiographie und Geschchtsbilder (Innensicht), in Thede Kahl, Michael Metzeltin, Mihai-Răzvan Ungureanu (hrsg.), „Rumänien”. Sonderband der “Österreichischen Osthefte”, Wien, 2. Auflage, Wien, LIT Verlag 2008 ;
- Romanian Perceptions of Communism, Euxeinos, 3, 2012, s. 5-13; 56.
- Satoshi Kon - Animation as Magic, Illusion and Realism, în OTAKU SAPPORO Edition, 2012, s.26-29;
- Transition, Transitions: The Conceptualization of Change in Romanian Culture, in Victor Neumann, Armin Heinen (red.), „Key Concepts of Romanian History. Alternative Approaches to Socio-Political Languages”, Budapest-New York, CEU Press, 2013, s. 423-452 (współautorka)
- Multiple roads to sacralization? Stephen the Great in Communist historical films and his post communist sanctification în Agnieszka Gąsior, Agnieszka Halemba, Stefan Troebst„Gebrochene Kontinuitäten. Transnationalität in den Erinnerungskulturen Ostmitteleuropas im 20. Jahrhundert”. Böhlau Verlag: Köln, Weimar, Wien, 2014, s. 185-198.